# Vila Roberta Jana Kořána
Vila Roberta Jana Kořána je rodinná vila v Praze 6-Hradčanech v ulici U Písecké brány. Od 12. září 2011 je chráněna jako nemovitá kulturní památka České republiky spolu se zahradou a oplocením.

## Historie
Vilu ve stylu klasicismu s prvky secese si podle návrhu architekta Ladislava Skřivánka nechal v letech 1911–1912 postavit pro svou rodinu Robert Jan Kořán, majitel cukrovaru v Cerekvici nad Loučnou. V roce 1916 byla stavebně upravena rovněž podle projektu architekta Skřivánka ve stejném stylu. Později se rodinná vila stala nájemní.

## Popis
Samostatně stojící vila na čtvercovém půdorysu je obklopená zahradou s oplocením. Dvoupodlažní podsklepený objekt s vestavěným podkrovím má valbovou střechou a na hlavním a zahradním průčelí mělký zaoblený rizalit. Na fasádě je v omítce nápis „LP 1912“.
Boční západní průčelí má niku lemovanou kanelovanými polosloupy, která je korunovaná půlkruhovým tympanonem s plastickým reliéfem s medailonem Panny Marie a Ježíška.
V interiéru se dochovala původní dispozice a několik uměleckořemeslných prvků, například zábradlí, obložení, podlahy, okna nebo dveře.